# Adam z Małego Mostu
Adam z Małego Mostu także Adam Parvipontanus i Adam z Balsham (XII w.) – średniowieczny filozof i logik.

## Życiorys
Pochodził z Anglii. Nauczał sztuk wyzwolonych w Paryżu między 1138 a 1148. Szkoła, w której nauczał znajdowała się przy Małym Moście (fr. Petit Pont) łączącym  Île de la Cité z lewobrzeżnym Paryżem, od którego pochodzi nadany mu później przydomek. Słynął z błyskotliwości, jednak tak jego charakter, jak i styl pisarski, wzbudzały kontrowersje. Późniejsze życie Adama z Małego Mostu nie jest dobrze znane – według niektórych źródeł zmarł ok. 1159, według innych w 1181 jako biskup St Asaph w Walii.
Do jego głównych dzieł należą Ars disserendi, ukończone w 1132, i De utensilibus. Ars disserendi stanowi traktat logiczny, jeden z pierwszych, w których przedstawiona została tzw. logica nova (oparta na poznanych późno pismach Arystotelesa). Dzieło to przedstawia pewne błędy i paradoksy logiczne (m.in. paradoks kłamcy) ujmując je w perspektywie praktyki "sztuki myślenia". Ukazuje, jak unikać błędów  i niejasności oraz jak je wykrywać. De utensilibus ma charakter leksykograficzny.